# Heteracris puntica
Heteracris puntica är en insektsart som först beskrevs av Popov, G.B. 1981.  Heteracris puntica ingår i släktet Heteracris och familjen gräshoppor. Inga underarter finns listade i Catalogue of Life.